# Entephria petronensis
Entephria petronensis är en fjärilsart som beskrevs av Claude Herbulot 1968. Entephria petronensis ingår i släktet Entephria och familjen mätare. Inga underarter finns listade i Catalogue of Life.